# 1830 aux échecs
| Années des échecs : 1827 - 1828 - 1829 - 1830 - 1831 - 1832 - 1833    |
| Décennies des échecs : 1800 - 1810 - 1820 - 1830 - 1840 - 1850 - 1860 |

Cet article présente les faits marquants de l'année 1830 aux échecs.

## Événements majeurs
- Fondation du Hamburger SK, le plus vieux club d'échecs allemand.

## Naissances
- Henry Bird
- Joseph Graham Campbell
- Albert Clerc
- Jules Arnous de Rivière
- George MacDonnell